# Sint-Nicolaaskerk (Broekhuizen)
De Sint-Nicolaaskerk is de katholieke parochiekerk van het Limburgse Broekhuizen. 

## Geschiedenis
Omstreeks 1484 werd de parochie afgescheiden van het naburige Broekhuizenvorst. Waarschijnlijk werd in datzelfde jaar deze kerk gebouwd. Het is ook mogelijk dat het gebouw van eerdere datum is, omdat in 1437 in Venlo een luidklok voor de kerk gegoten werd.
In 1700 werd een vergrote sacristie bijgebouwd. In 1862 raakte het interieur bij een brand zwaar beschadigd. De restauratie vond pas plaats in 1884, die door Jules Kayser werd uitgevoerd. Bij deze restauratie werd o.a. een dakruiter aan het gebouw toegevoegd.
Tijdens de herfst van 1944 raakte de kerk zwaar beschadigd. De terugtrekkende Duitsers bliezen de kerk op 25 november 1944 op. Bijna de gehele inventaris ging hierbij verloren.
Na de oorlog werd architect A. Swinkels aangezocht om een nieuw ontwerp voor de kerk te maken. Er werd besloten om de kerk zo veel mogelijk in de oude staat te herbouwen. Bij de herbouw was Monumentenzorg betrokken, omdat het oude gebouw als sinds 1884 als monument werd aangeduid.
De herbouwde kerk werd op 10 februari 1952 ingezegend door Mgr. Hanssen.

## Trivia
- In de oostmuur van de kerk is op 6 meter hoogte een ingemetselde kogel te zien. Deze kogel stamt uit 1793.
- Op de kerkhofmuur van het aangrenzende kerkhof staat een Heilig Hartbeeld uit 1921